# 15 Leonis
15 Leonis (f Leonis) é uma estrela na direção da Leo. Possui uma ascensão reta de 09h 43m 33.27s e uma declinação de +29° 58′ 29.0″. Sua magnitude aparente é igual a 5.64. Considerando sua distância de 159 anos-luz em relação à Terra, sua magnitude absoluta é igual a 2.20. Pertence à classe espectral A2IV.